# Strážná věž

Logo časopisu Strážná věž (dle vydavatele není symbolem nebo logem Svědků Jehovových)

Strážná věž hlásající Jehovovo království (v anglickém originále The Watchtower Announcing Jehovah's Kingdom) je ilustrovaný časopis s podrobněji rozebíranou náboženskou nebo vědeckou tematikou. Verze pro veřejnost vychází jednou za dva měsíce, kdežto studijní vydání vychází jednou měsíčně. Vydání pro veřejnost nelze koupit ve stánku ani jej dostávat poštou. Studijní vydání používají svědkové Jehovovi a spol. pro hlubší studium Bible na bohoslužbách a studijním programu při shromážděních v sálech království. Vydání pro veřejnost rozšiřují na ulicích nebo při návštěvách domácností zájemců. Originální verzi vydává Biblická a traktátní společnost Strážná věž (Watchtower Bible and Tract Society), nezisková organizace, právnická osoba, jejíž jedna z vydavatelských částí sídlí v osadě Wallkill v okrese Ulster, stát New York v USA. Časopis je krátce po uvedení dobrovolníky přeložen z angličtiny do jiných jazyků, aby všechny jazykové mutace vycházely simultánně s originální verzí. Průměrný měsíční náklad verze pro veřejnost je 93 milionů výtisků a vychází ve 414 jazycích.

## Historie
Vydávání bylo zahájeno Charlesem Taze Russellem července 1879 pod názvem „Sionská strážná věž a zvěstovatel Kristovy přítomnosti“ („Zion's Watch Tower and Herald of Christ's Presence“) a od té doby pokračuje nepřetržitě. V roce 1909 bylo z názvu vypuštěno přídavné jméno Sionská. V roce 1920 Společnost Strážné věže (the Watchtower Society) nechala znovu vytisknout všechna čísla z let 1879 – 1919 v sedmi svazcích (označováno jako Watchtower Reprints). Od března 1940 do současnosti časopis nese (plný) název „Strážná věž ohlašující Jehovovo království“ („The Watchtower Announcing Jehovah's Kingdom“).

## Cena
Původně byla Strážná věž (stejně jako další časopis Svědků Jehovových s názvem „Probuďte se!“) prodáván za nízkou cenu (10 amerických centů - roční předplatné), která se v jednotlivých dobách a zemích lišila.
V současné době časopis není určen k prodeji a je poskytován v rámci „celosvětové biblické vzdělávací činnosti“ a je celosvětově rozšiřován zdarma i bez povinného minimálního příspěvku a je tedy hrazen výhradně dobrovolnými dary zájemců.

## Účel a forma časopisu

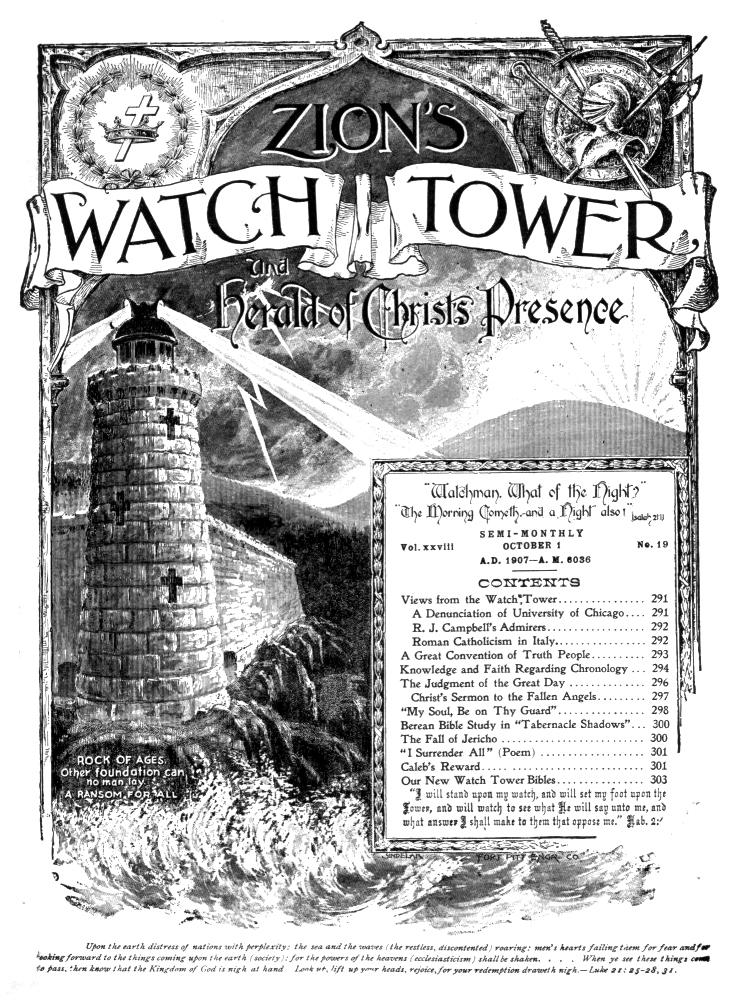
The Watchtower and Herald of Christ’s Kingdom, „The Watchtower“

Časopis je „vždy nepolitický a nevyvyšuje jednu rasu nad druhou“. I v jiných ohledech se nepřiklání na ničí stranu a je „neutrální“. Redakce uvádí, že se „pevně se drží Bible jako autority“ a biblické citáty v něm uvedené „obvykle užívá“ ze Svatého Písma - Překladu nového světa (se studijními poznámkami), ačkoliv citace z desítek dalších překladů se v časopise hojně používají. Vydavatelé uvádějí, že účelem časopisu je „přinášet čest Nejvyšší Autoritě v celém vesmíru, Jehovovi Bohu. Dále redakce přirovnává název časopisu k strážním věžím v minulosti, kdy z nich lidé mohli pozorovat děje v širokém okolí. Časopis se k těmto stavbám přirovnává a ukazuje, jaký význam mají světové události ve světle proroctví zapsaných v Bibli. Utěšuje lidi dobrou zprávou o tom, že Boží Království, což je skutečná vláda se sídlem v nebi, brzy odstraní veškerou špatnost a přetvoří zemi v ráj. Své čtenáře vede k víře v Ježíše Krista – v to, že díky jeho smrti máme naději na věčný život a že nyní vládne jako Král Božího Království.“